# 張煥 (正德進士)
张焕（1467年—？年），字主奎，江西吉安府泰和縣人，軍籍。

## 生平
治《易經》，行一，由國子生中式丁卯科（1507年）江西鄉試第六十一名舉人，年四十二歲中式正德三年（1508年）戊辰科會試第三百二十五名，第三甲第四十二名進士。授浙江山阴县知县，升安吉州知州，官终府同知。

## 家族
曾祖张玉瓒。祖父张叔利。父张仁高。母吴氏；继母周氏。严侍下，弟张烱。